# Bucky F*cking Dent
Bucky F*cking Dent (auch Reverse the Curse) ist eine Tragikomödie und ein Liebesfilm von und mit David Duchovny. Der Film basiert auf dem gleichnamigen Roman des Regisseurs, feierte im Juni 2023 beim Tribeca Film Festival seine Premiere und kam Mitte Juni 2024 in die US-Kinos.

## Handlung
Als bei Marty eine tödliche Krankheit diagnostiziert wird, zieht sein Sohn Ted bei ihm ein. Um seinen Vater glücklich zu machen, engagiert Ted für ihn die Trauerberaterin Mariana und bringt dessen Freunde dazu, Marty eine Siegesserie der Boston Red Sox vorzugaukeln.

## Produktion

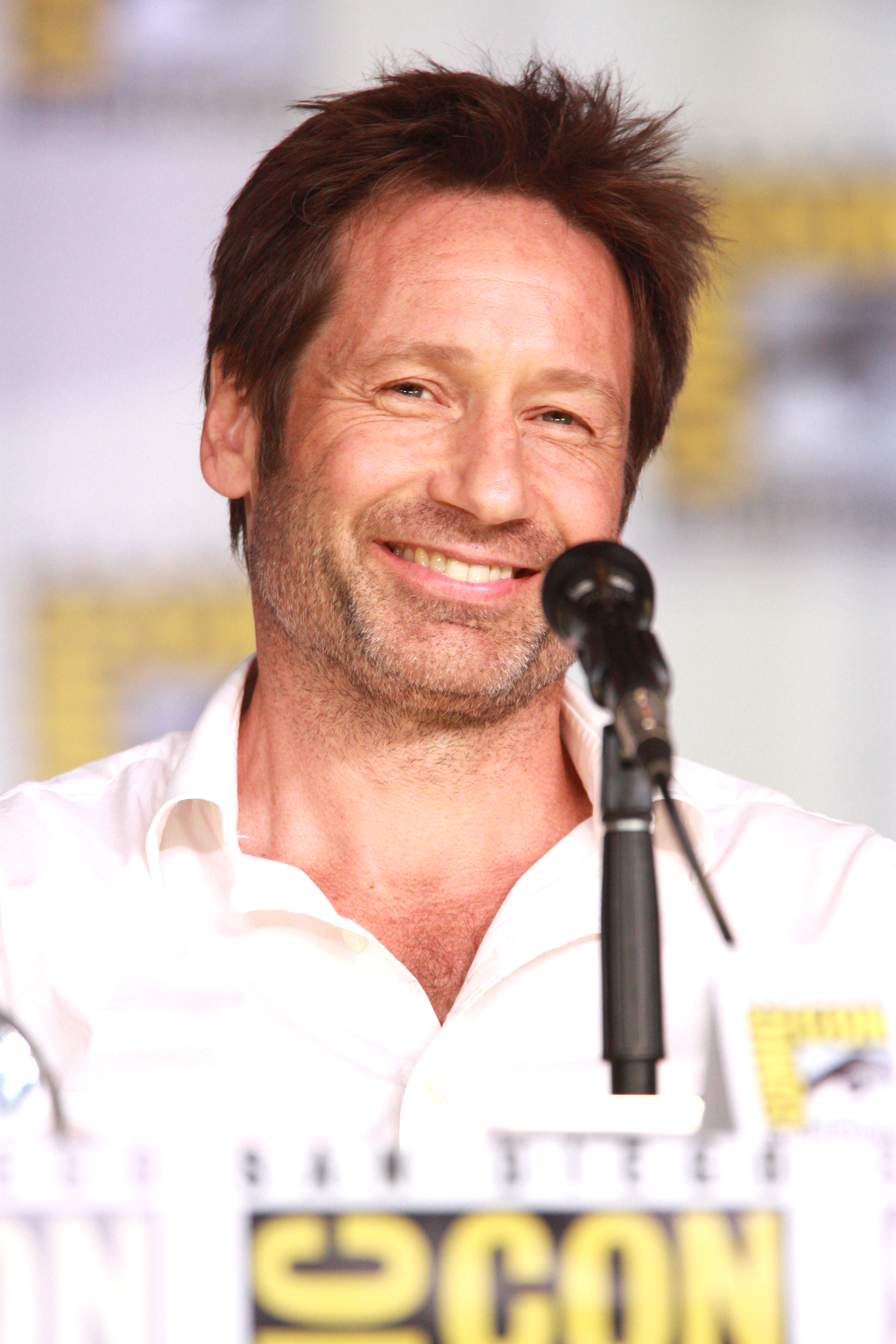
Der Film basiert auf einem Roman des Regisseurs David Duchovny

Regie führte David Duchovny. Es handelt sich bei Bucky F*cking Dent nach House of D um die zweite Regiearbeit des vor allem für die Rolle des FBI-Agenten Fox Mulder in der Serie Akte X bekannten Schauspielers. Der Film basiert auf Duchovnys Roman Bucky F*cking Dent aus dem Jahr 2016, der im deutschen in einer Übersetzung von Jan Schönherr unter dem Titel Ein Papagei in Brooklyn im Heyne Verlag veröffentlicht wurde. Es handelt sich um seinen zweiten Roman. Dieser beginnt im Jahr 1978 und erzählt von Ted Fullilove, eigentlich Theodore Lord Fenway Fullilove. Der junge Mann Mitte 20 träumt davon, ein erfolgreicher Schriftsteller zu sein, arbeitet jedoch verkleidet als "Mr. Peanut" im Baseballstadion der New York Yankees. Als er erfährt, dass sein Vater Marty Lungenkrebs im Endstadium hat, zieht er bei ihm ein. Ted hatte zu seinem Vater schon als Kind kein liebevolles Verhältnis und nun schon seit Jahren keinerlei persönlichen Kontakt.
Duchovny spielt in dem Film auch den kranken Vater Marty Fulilove. Logan Marshall-Green ist in der Rolle seines Sohnes Ted zu sehen. Als Junge wird dieser von Liam Garten gespielt. Stephanie Beatriz spielt die Trauerberaterin Mariana, die dieser für seinen Vater engagiert. In weiteren Rollen sind Ralph Rodriguez als Hector und Marcos A. Gonzalez als Umpire zu sehen.
Die Dreharbeiten fanden im Spätsommer und Herbst 2022 in New Jersey statt. Als Kameramann fungierte Jeff Powers.
Die Filmmusik komponierte Vincent Jones.
Die Premiere des Films erfolgte am 10. Juni 2023 beim Tribeca Film Festival. Ende Oktober, Anfang November 2023 wurde er beim Austin Film Festival vorgestellt. Im März 2024 wurde der Film beim Glasgow Film Festival gezeigt. Am 14. Juni 2024 kam der Film unter dem Titel Reverse the Curse in ausgewählte US-Kinos.

## Rezeption

### Kritiken
Von den bei Rotten Tomatoes aufgeführten Kritiken sind 69 Prozent positiv.

### Auszeichnungen
Austin Film Festival 2023
- Nominierung für den Narrative Feature Award (David Duchovny)[7]

Tribeca Film Festival 2023
- Nominierung für den Publikumspreis in der Sektion Spotlight Narrative (David Duchovny)[8]